# George Kenner

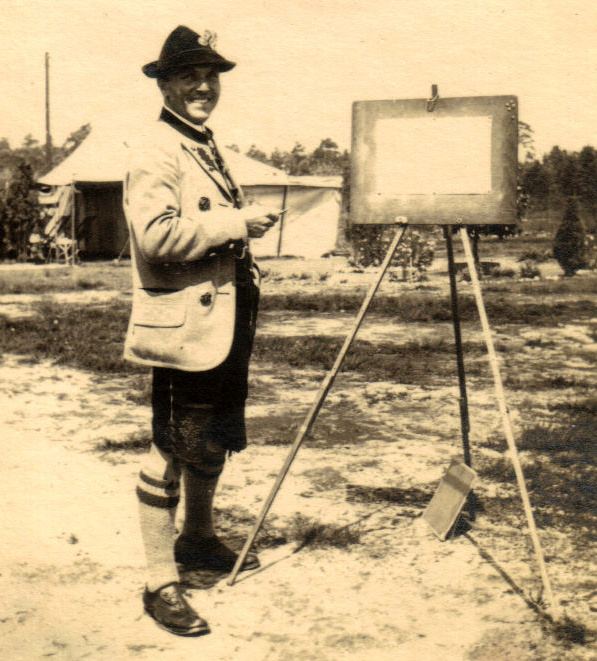
Der Maler George Kenner in Frith Hill tent camp, dem Zeltlager
für Kriegs-Internierte im Jahre 1915.

George Kenner; geb. Georg Kennerknecht (* 1. November 1888 in Schwabsoien; † 10. Juli 1971 in Cheltenham, Pennsylvania) war ein bildender Künstler. Während des Ersten Weltkriegs malte er 110 Bilder und Zeichnungen, während er als deutscher ziviler Kriegsgefangener in Großbritannien und auf der Isle of Man interniert war.

## Frühes Leben
Kenner besuchte eine Kunstschule in Deutschland und emigrierte 1910, einige Jahre vor dem Ersten Weltkrieg, nach London. Dort arbeitete er als Werbezeichner in der von ihm und einem englischen Partner gegründeten kleinen Werbefirma Waddington & Kennerknecht. Er besuchte Abendkurse in der Londoner Lambeth Kunsthochschule, um Airbrush-Techniken zu erlernen. Nach dem Beginn des Ersten Weltkriegs wurde er am 23. August 1914 als „alien enemy“ registriert und dann, fünf Tage nachdem das Passagierschiff Lusitania am 7. Mai 1915 durch ein deutsches U-Boot versenkt wurde, interniert. Von der Lagerleitung erhielt er die Genehmigung, sich während seiner Gefangenschaft künstlerisch zu betätigen. Es entstanden zahlreiche Werke, die die Lebensbedingungen des Lagerlebens darstellen.

## Die Internierung

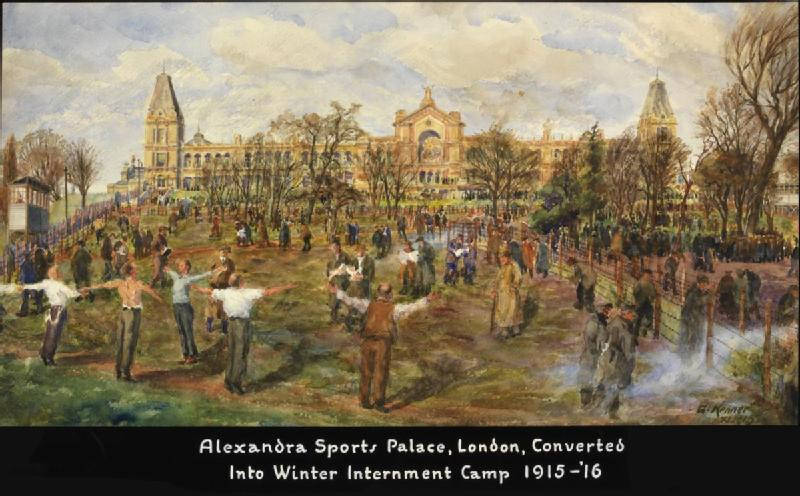

Kenner wurde in drei Camps gefangen gehalten. Am 12. Mai 1915 kam er zunächst in ein provisorisches Zeltlager auf Frith Hill, eine Gegend, die nun Teil des Pine Ridge Golf Centre ist (bei Frimley in Surrey). Das Lager wuchs auf 2.000 Zivilgefangene an, da das Zeltlager aber nicht winterfest war, wurde es geschlossen und Kenner wurde am 29. September 1915 nach Alexandra Palace in North London verlegt. 3.000 Gefangene wurden in drei Sektionen gehalten. Im Juni 1916 wurde Kenner in das Knockaloe Internment Camp auf der Isle of Man in der Irischen See verbracht. Dort lebten 30.000 Zivilgefangene bis zum Kriegsende und auch noch danach. Schließlich wurde er vier Monate nach Waffenstillstand im März 1919 in einem Gefangenenaustausch nach Deutschland ausgewiesen.

## Familie und späteres Leben
Am 8. September 1921 heiratete Kenner die Künstlerin Margarete Bohne in München. Aufgrund der schlechten Versorgungslage nach dem Ersten Weltkrieg starben zwei ihrer ersten drei Kinder. Im September 1927 emigrierte die Familie nach Cheltenham in Pennsylvania. Dort gelang es ihm, ein erfolgreiches Unternehmen aufzubauen, indem er von zu Hause als selbständiger Werbegrafiker
arbeitete. Die Familie wurde im Jahre 1934 als Amerikaner eingebürgert. Im Jahre 1937 wurde ein viertes Kind, heute Christa Kenner Bedford, geboren. Kenner selbst starb am 10. Juli 1971 im Alter von 82 Jahren eines natürlichen Todes.

## Sein künstlerisches Schaffen
Viele seiner Zeichnungen, das handgeschriebene Tagebuch, Entwürfe von Visitenkarten,
Belege über die Bezahlung der Studiengebühren an der Lambeth Kunsthochschule,
Dokumente über seine Einwanderung wie auch über seine Registrierung als „alien enemy“ kamen im Oktober 2005 in das Imperial War Museum in London.
Drei weitere britische Museen erwarben Arbeiten, die während des Krieges in ihrem
Gebiet entstanden sind: das Surrey Heath Museum in Camberley, das Manx National Heritage Museum in Douglas, Isle of Man, und das Bruce Castle Museum in London.
Viele von Kenners Gemälden aus der Frith-Hill-PoW-camp-Periode wurden im Buch Reflections – A Heatherside Miscellany von Nick McCormick im Juni 2006 veröffentlicht.
Mehrere weitere von Kenners Gemälden aus der Alexandra-Palace-PoW-Periode wurden im Buch Ally Pally Prison Camp von Maggie Butt, veröffentlicht Juni 2011.